# 阿部夢梨
阿部 夢梨（あべ ゆめり、2002年〈平成14年〉7月29日 - ）は、日本の元女性アイドルで、SUPER☆GiRLSの元メンバーであり、6代目リーダーであった。
石川県出身。アイドル活動時はエイベックス・マネジメント所属であった。

## 略歴

### ローカルアイドル時代
2013年、知人の紹介で地元企業サイエンのTVコマーシャルに出演。それがキッカケでスカウトされ、アクターズスタジオ金沢に通い始める。同年7月7日、石川県を中心に活動するアイドルグループJumpin'に2期生として加入し、県内各地でイベントに出演した。
アイドル活動の他にモデルとしての活動もしており、自身の応募によりファッション雑誌『ニコ☆プチ』2013年8月号に初掲載された。その後は毎号掲載されるようになり、2014年2月号でスーパー読者モデルに認定された。また2013年9月に『DREAM KIDS Collection 2013』SISTER JENNIステージへ出演、同年11月に『第2回JENNI Girlオーディション』特別賞受賞、2014年7月に『TOKYO TOP KIDS COLLECTION A/W 2014』JENNI LOVEステージへ出演、同年10月に『SISTER JENNIコーディネイトコンテスト』特別賞受賞、2015年3月にナルミヤ・インターナショナル主催の『シンデレラオーディション2014』準グランプリ受賞、などの実績がある。
2014年10月5日、エイベックス・グループ・ホールディングス主催のオーディション『キラチャレ2014』の関東大会3（イオンモール太田）に、歌部門とモデル部門で参加。モデル部門は1次予選と2次予選を通過し、同年11月に品川ステラボールで行われた決勝大会に進出。受賞はできなかったものの、同オーディションのパンフレット表紙に阿部の写真が掲載されていた。また、この決勝大会進出を機にエイベックス・アーティストアカデミー名古屋校に通うようになった。
2015年3月22日、Jumpin'デビュー2周年スペシャルライブ『Jumpin’ 2 the Future!!』でグループからの卒業を発表し、同年5月3日のイベントをもって卒業した。

### iDOL Street加入 - SUPER☆GiRLSへ
2015年7月12日、エイベックス・グループ・ホールディングス主催の『Girls Street Auditon』アイドル部門の最終審査に合格し、iDOL Streetのデビュー候補生であるストリート生に8期生として加入。同年8月1日開催の『TOKYO IDOL FESTIVAL 2015』で、ストリート生内のチームトーキョー夢ぴよ組（e-Street TOKYO）メンバーとして初お披露目された。個人としても、静岡朝日テレビの情報番組「コピンクス COSMOS」の番組キャラクターの声優に抜擢されたり、雑誌『LOVE berry』（徳間書店）のモデルとして活動したりした。その後2016年頃、ストリート生などデビュー候補生を対象にした内部オーディションが実施され、同年6月25日に開催された『iDOL Street Carnival 2016 6th Anniversary 〜RE:Я|LOAD〜』で、SUPER☆GiRLS"第3章"（3期）メンバーとして加入することを発表し、お披露目された。
グループ活動のかたわら個人としても活動の幅を広げ、2017年に大型アイドルフェス『@JAM EXPO 2017』のオフィシャルナビゲーターに選ばれ、同イベント限定ユニットサクラノユメ。を安藤咲桜（つりビット）・一ノ瀬みか（神宿）とともに結成した。2018年には映画『トウキョウ・リビング・デッド・アイドル』に出演。2019年には初の冠ラジオ番組となる『SUPER☆GiRLS阿部夢梨のナイスゆめり!』（ラジオ日本）をスタートさせた。
2021年2月、堀越高等学校を卒業。以後は大学の法学部に進学し、芸能界と法律の関わりについて深く学びたいとしている。2023年6月10日、同年12月末をもってグループから卒業することを発表。同年12月29日にラストライブ『SUPER☆GiRLS 阿部夢梨卒業ライブ 〜これからもずーっと、大好きです♡〜』が行われ、同31日をもって卒業し、エイベックス・マネジメントを退所した。

## 人物
SUPER☆GiRLSでのイメージカラー（超絶カラー）はベビーピンク。トーキョー夢ぴよ組でのキャッチコピーは「夢見る少女の食いしん坊
あなたに夢を届けます」だった。
家族構成は母・父・弟の4人家族。アニメ鑑賞や食べることが趣味。また、医療ドラマが好きで、自身がパーソナリティを務めるラジオ番組『ナイスゆめり！』では『ドクターX〜外科医・大門未知子〜』をオマージュしたコーナーがある。憧れのアイドルは、私立恵比寿中学、廣田あいか、浅川梨奈、三品瑠香など。
iDOL Streetのオーディションを受けたきっかけについて本人は「キラチャレ2014の太田の予選の時のゲストがGEMさんだったんです〜。GEMさんのパフォーマンスを見て、夢梨もこんなステキなアイドルになりたいって思いました。夢梨もキラチャレのゲストとして呼んでもらえるようなアイドル、歌手、モデルになりたいって思いました。」と語っている。その後、2015年10月に開催された『キラチャレ2015』に、自身が1年前に参加者としてステージに立った太田会場でゲストモデルとして出演する夢を叶えている。また、2017年9月開催の『キラチャレ2017』北陸予選ではゲストMCを務めた。

## 作品

### 参加楽曲
- ドリーム☆ロード（2017年、@JAMナビゲーター「サクラノユメ。」名義）

### 未音源化楽曲
- カリーナノッテ（静岡朝日テレビ「コピンクス COSMOS」オープニングテーマ） - 小野田紗栞（つばきファクトリー）との歌唱

## 出演

### テレビ番組
- コピンクス!（2015年12月22日、静岡朝日テレビ） - アシスタント[14]
- ピンクス&コピンクス!ラストライブ2016ダイジェスト（2016年3月26日、静岡朝日テレビ） - ナビゲーター[34]
- コピンクス COSMOS（2016年4月5日 - 2017年10月3日、静岡朝日テレビ） - 番組キャラクター・ユメリ 役（声優）[17]
- リアル無理ゲー。（2019年11月24日、NTV）[35]
- 全力坂（2022年3月2日・10日・22日、EX）[36][37][38]
- 週刊プライムオンラインS（2024年4月6日 - 9月28日、BSフジ） - 第44期学生キャスター[39]

### ラジオ
- SUPER☆GiRLS阿部夢梨のナイスゆめり!（2019年2月5日 - 2023年12月31日、ラジオ日本） - 初の冠レギュラー番組[22]

### 映画
- トウキョウ・リビング・デッド・アイドル（2018年6月9日 / 同年3月17日ワールドプレミア上映、トリプルアップ） - 三浦モエ 役[40]

### CM
- サイエン「女の子が見た家族葬」篇（2013年） - ナレーションも担当[5]
- エイベックス・グループ・ホールディングス「キラチャレ2017」（2017年） - ナレーター[41]
- ライスフォース「アクポレス」（2019年）[42]
- キッセイ薬品工業「シンフォニー」篇（2021年）[43]

### ウェブドラマ
- 箱庭のレミング 第3部「名探偵S」（2021年7月1日、AbemaTV） - りりっち 役[44]

### 舞台
- 九識のスプリント〜いざ、駆ける瞬間〜（2021年10月27日 - 11月3日、江戸川区総合文化センター 小ホール） - 青山さや 役[45]

### ファッションショー
- DREAM KIDS Collection 2013（2013年09月22日、グランフロント大阪 ナレッジキャピタル コングレコンベンションセンター）
- TOKYO TOP KIDS COLLECTION
  - A/W 2014（2014年7月23日、国立代々木競技場 第二体育館）
  - A/W 2015（2015年7月31日、恵比寿ガーデンホール）
- キラチャレ2015 関東予選（2015年10月3日、イオンモール太田） - モデル部門ゲスト
- Tokyo Street Collecction（2017年8月19日、STUDIO COAST） - 田中美麗・長尾しおりとともに出演

### イベント
- サクラノユメ。としての出演
  - @JAM 2017（2017年5月27日、Zepp DiverCity(TOKYO)）
  - アイドル横丁夏まつり!!〜2017〜（2017年7月9日、横浜赤レンガパーク）
  - 六本木アイドルフェスティバル2017（2017年7月29日、六本木ヒルズアリーナ）
  - TOKYO IDOL FESTIVAL 2017（2017年8月4日、お台場・青海周辺エリア）
  - @JAM EXPO 2017 OFFICIAL BOOK EVENT Vol.3（2017年8月12日、HMV&BOOK TOKYO）
  - @JAM EXPO 2017（2017年8月26日・27日、横浜アリーナ）
  - SUPER☆GiRLS 超絶☆定期公演 Vol.10 〜あざとい女の子は嫌いですか？〜（2018年4月23日、TOKYO FM HALL） - オープニングアクト
- キラチャレ
  - 2017 北陸予選（2017年9月24日、イオンモール高岡） - ゲストMC
  - 2019 北陸地区予選（2019年9月8日、イオンモール新小松） - MC[46]
- 阿部夢梨 生誕ソロライブ 〜あざと王国のプリンセス 19歳のお誕生日会♥〜（2021年7月18日、パームス秋葉原） - 初のソロライブ[47]
- 阿部夢梨 生誕ライブ あざとプリンセスの20歳 お誕生日会♡（2022年8月27日、パームス秋葉原）
- 阿部夢梨 ラスト生誕ソロライブ 〜ずっとずっと、君のそばに♡〜（2023年7月30日、パームス秋葉原）
- 金沢大学人間社会学教育学類付属中学校同窓会 柏葉会75周年 大懇親会（2023年8月12日、ホテル日航金沢） - 司会[48]

## 書籍

### 写真集
- 阿部夢梨1st写真集 ゆめり日和（2021年3月19日、光文社）ISBN 978-4-33-490267-4[49][50]

### デジタル写真集
- 週プレ PHOTO BOOK 阿部夢梨「元祖あざとい、この美少女はだ〜れだ？」（2021年8月2日、集英社）[3]